# 제부도 (드라마)
《제부도》는 1995년 4월 28일에 방영된 MBC 베스트극장이다.

## 줄거리
유희는 이미 다른 여자의 남자가 된 첫사랑 민수와 함께 제부도를 찾는데 그곳에서 민수는 물에 빠져 죽는다. 유희는 무엇이 그로 하여금 죽음을 선택하게 했는지 상념에 잠긴다.

## 등장 인물
- 이아로 : 유희 역
- 박진환 : 민수 역
- 이유신
- 서학